# Vaccinium arbuscula
Vaccinium arbuscula là một loài thực vật có hoa trong họ Thạch nam. Loài này được (A. Gray) Howell miêu tả khoa học đầu tiên năm 1901.